# Hipismo nos Jogos Pan-Americanos de 2019 - Adestramento por equipes
A competição do adestramento por equipes foi um dos eventos do hipismo nos Jogos Pan-Americanos de 2019. Foi disputada em 28 e 29 de julho no Clube Equestre Militar La Molina, em Lima.
A primeira fase da competição por equipes foi o Grand Prix da FEI. A segunda e última fase foi o Grand Prix Special. As três melhores nações na competição por equipes receberam a vaga por equipes para Tóquio 2020.

## Medalhistas
|  | CAN Canadá |  | USA Estados Unidos                                                                 |  | BRA Brasil |
|  | Lindsay Kellock (Floratina) Tina Irwin (Laurencio) Naïma Moreira-Laliberté (Statesman) Jill Irving (Degas 12) |  | Nora Batchelder (Faro SQF) Jennifer Baumert (Handsome) Sarah Lockman (First Apple) |  | João Paulo dos Santos (Carthago Comando SN) João Victor Oliva (Biso das Lezirias) Leandro Silva (DiCaprio) Pedro Tavares (Aoleo) |

## Calendário
Horário local (UTC-5).
| Data        | Horário | Fase               |
| ----------- | ------- | ------------------ |
| 28 de julho | 9:00    | Grand Prix         |
| 29 de julho | 8:30    | Grand Prix Special |

## Juízes
O quadro de juízes do adestramento foi o seguinte:
Adestramento
- Mary Seefried (Presidente do juri de solo)
- Janet Lee Foy (Membro do juri de solo)
- Eduard de Wolff van Westerrode (Membro do juri de solo)
- Thomas Kessler (Membro do juri de solo)
- Brenda Minor (Membro do juri de solo)

## Resultados
| Pos.              | Nacionalidade      | Ginete                                                              | Cavalo                                               | PG / GP Pontos                  | PG / GP Pontos | PG / GP Pontos | Int I / GPS                     | Int I / GPS | Int I / GPS | Total   |
| Pos.              | Nacionalidade      | Ginete                                                              | Cavalo                                               | Individual                      | Equipe         | Pos.           | Individual                      | Equipe      | Pos.        | Total   |
| ----------------- | ------------------ | ------------------------------------------------------------------- | ---------------------------------------------------- | ------------------------------- | -------------- | -------------- | ------------------------------- | ----------- | ----------- | ------- |
| Medalha de ouro   | CAN Canadá         | Lindsay Kellock Tina Irwin Naïma Moreira-Laliberté Jill Irving      | Floratina Laurencio Statesman Degas 12               | 73.176 73.735 72.913* # 68.391  | 219.824        | 2              | 73.147 73.853 73.287* # 67.851  | 219.824     | 1           | 440.111 |
| Medalha de prata  | USA Estados Unidos | Nora Batchelder Jennifer Baumert Sarah Lockman                      | Faro SQF Handsome First Apple                        | 71.441 72.441 76.088            | 219.970        | 1              | 71.529 70.380 75.912            | 217.821     | 2           | 437.791 |
| Medalha de bronze | BRA Brasil         | João Paulo dos Santos João Victor Oliva Leandro Silva Pedro Tavares | Carthago Comando SN Biso das Lezirias DiCaprio Aoleo | 69.029 66.618 68.826* # 64.826  | 204.473        | 3              | 69.265 # 65.029 67.798* 67.160* | 204.223     | 3           | 408.696 |
| 4                 | MEX México         | Irvin Leiva Jesús Mortera Bernadette Pujals Martha Quirarte         | Pabellón Tinto Curioso XXV Beduino Lam               | # 63.971 65.529 68.000* 68.717* | 202.246        | 4              | # 62.912 64.647 67.798* 68.947* | 201.392     | 4           | 406.638 |
| 5                 | COL Colômbia       | Santiago Espinosa María Aponte Raúl Corchuelo                       | Espartaco Duke de Niro Señorita 43                   | 65.235 64.647 68.235            | 198.117        | 5              | 65.235 65.971 68.265            | 199.471     | 5           | 397.588 |
| 6                 | PER Peru           | Kerstin Hucks Eric Ocampo Monika Wedemeyer                          | Feuertanzer Catalina IV Briar's Boy                  | 65.647 60.675 62.265            | 188.677        | 6              | 60.941 57.353 60.941            | 179.235     | 6           | 367.912 |
|                   | ARG Argentina      | Luis Zone Fiorella Mengani Beatriz Protzen                          | Faberge D'Atela Assirio D'Atela Wettkonig            | # 0.000 64.441 70.059           | EL             |                | —                               | —           | —           | —       |
|                   | CHI Chile          | Bárbara Kunstmann Virginia Ready Carlos Fernández Pérez             | Entusiasta E Rava Destinado LXVII                    | # 0.000 69.500 64.676           | EL             |                | —                               | —           | —           | —       |

# - Pontuação de Rider não contabilizados no total da equipe 
* -  Inclui 1,5% de Bónus para Riders grande turnê 